# Керанди

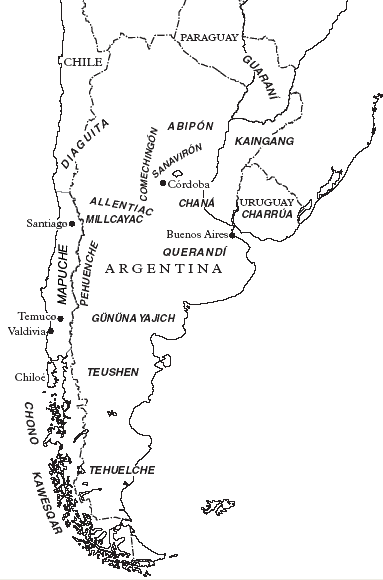
Карта Южного конуса

Керанди — этническая группа в Южной Америке, населявшая современную аргентинскую провинцию Буэнос-Айрес (Ла Пампа), центральную и южную часть провинции Санта Фе, значительную часть провинции Кордова.

## Происхождение названия
Название «керанди» было дано соседними племенами гуарани за то, что те ежедневно употребляли в пищу животный жир. На языке гуарани «керанди» значит «люди с жиром». До XIX века керанди были также известны под этнонимом «пампас», в то время как племя арауканов называло их «пуэльче».

## Образ жизни
Физически керанди отличались стройными телами, высоким ростом и особой воинственностью. Члены племени носили одежду из кожи и вели полукочевой образ жизни, останавливаясь зимой на длительные стоянки возле водоёмов и делая вылазки в отдалённые регионы в летний период.
До прибытия европейцев керанди были известны как быстрые и ловкие охотники, способные долго преследовать жертву. Для охоты они использовали лук и стрелы, а также болас. Также керанди занимались гончарным ремеслом.
Керанди верили в великого бога Сойчу и его врага Гуаличу.

## Конкистадоры
В первой половине XVI века керанди вступали в десятки сражений с пришедшими на их землю конкистадорами. Первая битва керанди против конкистадоров, возглавляемых Педро де Мендосой, произошла в 1536 году. Вскоре после этого керанди подверглись почти поголовному истреблению Хуаном де Гарайем, одним из главных последователей Мендосы. В 1583 году Гарай пал на поле сражения с керанди.
До столкновений мирные контакты с керанди пытался установить Фернан Магеллан.